# Museo civico di Manduria
Il Museo Civico di Manduria, dedicato ai ricordi della Prima e della Seconda Guerra Mondiale, nasce nel 2018 presso l'ex Monastero delle Servite, storico palazzo settecentesco di Manduria. Il museo, oltre a essere un contenitore di memoria storica, è uno spazio aperto ad attività ed eventi di interesse culturale.

## Storia e missione
Il museo viene inaugurato il 28 marzo 2018 con l’obiettivo di preservare e trasmettere la memoria locale e di testimoniare gli scambi culturali che hanno interessato la cittadina nelle circostanze straordinarie delle guerre mondiali. Il museo ha come precedente la mostra-convegno Manduria fra tricolore e stelle e strisce, realizzata nel 1996 grazie all'intervento di storici e volontari locali come tappa di un percorso che avrebbe previsto l'istituzione dell'attuale museo.
Mosaico di storie che compongono il Novecento locale, il museo è allestito in due sale espositive permanenti dedicate, rispettivamente, alla Prima e alla Seconda Guerra Mondiale; una terza sala è espressamente concepita come luogo d’incontro per la cittadinanza e viene adibita per mostre d'arte temporanee, rassegne letterarie, conferenze, eventi commemorativi e altre attività culturali. Attualmente, il museo è gestito dalla cordata di associazioni Cuore Messapico, vincitori del bando di affidamento che ne assicura l'apertura quotidiana dall'estate 2019.

## Esposizione
Lo spazio espositivo si sviluppa al primo piano del Palazzo delle Servite, in via Omodei, 28.
Il nucleo principale del museo è la mostra dedicata ai veterani americani del 450º Gruppo di Bombardamento, presenti sul territorio manduriano e operativi nell’Aeroporto di Manduria dal 1943 al 1945.
All’esposizione di divise militari, elmetti, armi e munizioni, oggetti di vita quotidiana e vari cimeli d’epoca si accompagna la storia del periodico settimanale di guerra The Bomb Blast, la testimonianza degli incontri e degli scambi epistolari tra veterani e manduriani nel corso degli anni '90 e 2000 e la commemorazione della creazione del parco tematico Cottontails. 
Spazio espositivo viene dedicato anche ai soldati manduriani al fronte e a due figure legate alla storia di Manduria del Novecento: il partigiano manduriano Cosimo Moccia e la superstite dell'Olocausto Elisa Springer.
Il museo accoglie anche la mostra Dalle Dolomiti alle Murge. Profughi trentini della Grande Guerra, che racconta la storia dei profughi sfuggiti all’avanzata austriaca dai centri di Canal San Bovo e Primiero e accolti a Manduria e in altri centri pugliesi nel 1916.